# Coeriana amphibola
Coeriana amphibola är en fjärilsart som beskrevs av Paul Dognin 1914. Coeriana amphibola ingår i släktet Coeriana och familjen nattflyn. Inga underarter finns listade i Catalogue of Life.